# 怀仁可汗
怀仁可汗（？—747年）是回纥的第一代可汗。名骨力裴罗。

## 身世
727年，河西节度使王君㚟和铁勒诸族有私怨，诬陷瀚海都督承宗等都督谋反。唐玄宗将承宗流放岭南瀼州（今广西上思），之后死在那里。承宗族子瀚海司馬護輸，袭杀王君㚟，为承宗报仇，然后逃亡吐蕃。唐朝以承宗子伏帝難继承瀚海都督之位。護輸即骨力裴罗之父。骨力裴罗投奔后突厥汗国，为逸标苾叶护。

## 建国
唐天宝三年（744年）乘后突厥汗国内乱，凭借武力兼并诸部，与拔悉密、葛逻禄共破后突厥，出兵击破乌苏米施可汗和拔悉密部颉跌伊施可汗，于今鄂尔浑河流域建国，自称骨咄禄毗伽阙可汗。建牙帐于乌德鞬山（杭爱山支系）、鄂尔浑河之间的哈剌巴哈逊，辖九姓之地。击破拔悉密、葛逻禄。辖境东至今大兴安岭室韦，西至阿尔泰山，南控大漠，尽有古匈奴地。二次遣使唐朝，唐玄宗先后封其为“奉义王”、“骨咄禄毗伽阙怀仁可汗”（简称怀仁可汗）。745年，击杀后突厥白眉可汗，遣使顿啜罗达干朝唐，受封“左骁卫员外大将军”，成为漠北继突厥后又一强大汗国。有人说八剌沙衮就是裴罗将军城。
在对内统治上既承袭突厥汗国旧制，又采用唐朝职官称号，受唐册封，称唐朝为上天汗国，去世后其子英武可汗继位。另有子突董。